# Первомайський (Кузоватовський район)
Первомайський (рос. Первомайский) — селище в Кузоватовському районі Ульяновської області Російської Федерації.
Населення становить 407 осіб. Входить до складу муніципального утворення Спешневське сільське поселення.

## Історія
Від 2004 року входить до складу муніципального утворення Спешневське сільське поселення.

## Населення
| 2010 |
| ---- |
| 407  |